# Delegación de Coelemu
| Delegación de Coelemu    | Delegación de Coelemu |
| ------------------------ | --------------------- |
| Cabecera:                | Villa de Coelemu      |
| Cabildo o Municipalidad: | - Coelemu             |
| Ubicación                |                       |
|                          |                       |

Delegación de Coelemu, es una división territorial de Chile. Corresponde al antiguo Partido de Coelemu, que con la Constitución de 1823, cambia de denominación.
Su cabecera estaba en la Villa de Coelemu, ubicado a orillas del río Itata. 
Con la ley de 30 de agosto de 1826, que organiza la República, integra la nueva Provincia de Concepción. 
Con la Constitución de 1833, pasa a denominarse Departamento de Coelemu

## Límites
La Delegación de Coelemu limitaba:
- Al Norte con el río Itata y la Delegación de Itata
- Al Este con la Delegación de Chillán
- Al Sur con la Delegación de Rere y Delegación de Puchacay.
- Al Oeste con el Océano Pacífico